# Alliance Anticorrida

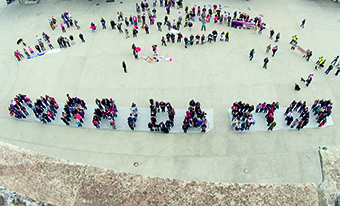
Devant les arènes de Nîmes (20 octobre 2012).

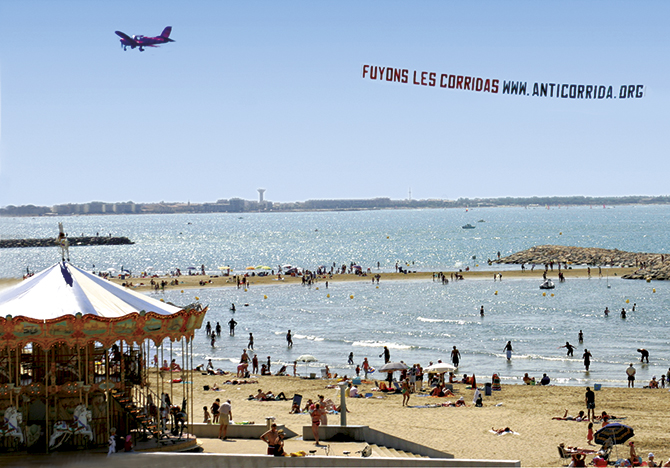
Survol des plages méditerranéennes par Alliance Anticorrida

L'Alliance Anticorrida, est une association loi de 1901 fondée en mai 1994 à Nîmes, qui œuvre pour l'abolition des corridas, la suppression des blessures et mutilations infligées aux animaux utilisés au cours de spectacles taurins, et la protection des mineurs.
Les objectifs et moyens de l'association paraissent dans diverses publications de l'association sur les réseaux sociaux et dans les médias.

## Moyens d'action
L'Alliance Anticorrida met en œuvre des recours juridiques contre toute activité tauromachique contraire à la législation en vigueur. Parallèlement, elle conduit un travail d'information avec la publication de revues quadrimestrielles et l'édition de trois ouvrages, La Mort donnée en spectacle (1998), On est toujours le taureau de quelqu'un (2003) et La Face cachée des corridas (2006).
En saison estivale, elle mène des campagnes d'affichage 4×3 dans les grandes agglomérations et fait défiler des banderoles aéro-tractées sur le littoral méditerranéen.
L'Alliance Anticorrida a organisé des manifestations réunissant entre 1 800 et 3 000 participants à Nîmes en 2010 et entre 2 000 et 3 000 personnes en 2012.
Elle a soutenu les propositions de loi visant à restreindre ou à interdire la corrida. Elle s'était associée aux démarches qui ont conduit le Parlement européen à voter la suppression des aides de la Politique agricole commune aux éleveurs de taureaux de corrida en 2015. Ses initiatives ont reçu l'approbation et le soutien de personnalités comme Anouk Aimée, Jean-Paul Belmondo, Marie-Claude Bomsel, Aymeric Caron, Yves Duteil, Luc Ferry, Irène Frain, Geneviève de Fontenay, Mylène Demongeot, Jacques Gaillot, Marion Game, Jacques-Antoine Granjon, Jean-Pierre Jeunet, Jacques Julliard, Raphaël Mezrahi, Jean-Pierre Michaël, Renaud, Nathalie Rheims, Matthieu Ricard, Jean Rochefort, Jean-Marc Roubaud, Éric Serra, Henry-Jean-Servat, Stone, Corinne Touzet[réf. nécessaire].

## Résultats obtenus
En juin 1997, sur plainte de l'Alliance Anticorrida, Robert Pilès, le directeur des arènes de Nîmes qui avait employé le torero El Juli, alors âgé de douze ans, est condamné pour infraction à la législation du travail[réf. nécessaire].
Le 11 avril 2000, le préfet de l'Hérault prend un arrêté interdisant la pratique du « taureau à la corde » dans ce département. Le 8 janvier 2015, le juge des référés de Tarascon interdit le taureau à la corde dans les Bouches-du-Rhône après avoir été saisi par l'Alliance,. Le 25 juin 2015, la cour d'appel d'Aix-en-Provence confirme l'interdiction du taureau à la corde dans ce département, jusque-là ignorée par la commune d'Eyragues, dont le comité des fêtes en organisait trois fois par an avec le club taurin Paul Ricard La Bourgine, sous le nom d'Encierro à l'Eyraguaise, alors que cette pratique était interdite par un arrêté préfectoral du 4 juin 1966.
Le 12 février 2008, l'Alliance Anticorrida obtient du ministère de l'Éducation nationale de Xavier Darcos une note interdisant tout prosélytisme en faveur de la corrida dans les établissements scolaires. Le 30 septembre 2015 un taureau et un torero ont ainsi été effacés d'un dessin figurant dans la cour de l'école Prosper Mérimée, à Nîmes.
En août 2008, elle fait annuler deux corridas à Arles et Fontvieille avec participation de mineurs dont Michelito, âgé de dix ans.
L'association a largement participé à l'arrêt des corridas par le maire Élie Brun à Fréjus en 2010.[réf. nécessaire]
Et, du côté des mouvements caritatifs, cinq ONG : Emmaüs, Rêves, les Restos du Cœur, France ADOT et l'APF ont refusé l'argent provenant de corridas dites « de bienfaisance »[réf. nécessaire].
Enfin, plusieurs responsables d'entreprises ont éliminé de leur communication toute référence à la corrida : IKEA, Afflelou.